# Taylorsville (Kentucky)
Taylorsville – miasto w Stanach Zjednoczonych, w stanie Kentucky, w hrabstwie Spencer.